# ダニエル・アルブレヒト
ダニエル・アルブレヒト（Daniel Albrecht 1983年5月25日- ）はスイスのアルペンスキー選手。2007年アルペンスキー世界選手権の複合で金メダル、スーパー大回転で銀メダルを獲得している。
2006年のトリノオリンピックの複合で4位入賞、アルペンスキー・ワールドカップの初勝利は2007年末、アメリカ合衆国のビーバークリーク大会のスーパー複合、その数日後の同地で行われた大回転でも優勝を果たした。2008年10月26日に行われた2008/09シーズンの大回転の開幕戦で通算3勝目をあげた。
2009年1月22日、オーストリア・キッツビューエルでのW杯の公式練習中にダウンヒルゴール手前のジャンプ際空中で姿勢を崩し激しくコースに叩きつけられる事故に遭い、頭部と肺に激しく損傷を受け昏睡状態に陥った。生命の危険はなかったものの、意識の回復までに時間が掛かるなどして、現在も記憶が戻らないなど後遺症に苦しめられている。